# IEEE 802.11ay
IEEE 802.11ay, rendimiento mejorado para operación en bandas exentas de licencia por encima de 45 GHz, es una continuación del estándar IEEE 802.11ad WiGig que cuadriplica el ancho de banda y agrega MIMO hasta 8 transmisiones. El desarrollo comenzó en 2015 y el estándar final IEEE 802.11ay-2021 se aprobó en marzo de 2021.

## Detalles técnicos
802.11ay es un tipo de WLAN de la familia de WLAN Wi-Fi IEEE 802.11. Es una mejora de IEEE 802.11ad en lugar de un nuevo estándar. Tiene una frecuencia de 60 GHz, una velocidad de transmisión de 20 a 40 Gbit/s y una distancia de transmisión extendida de 300 a 500 metros. Incluye mecanismos para unión de canales y tecnologías MU-MIMO. Originalmente se esperaba que se lanzara en 2017, pero se retrasó hasta 2021.
Donde 802.11ad usa un ancho de banda máximo de 2.16 GHz, 802.11ay une cuatro de esos canales para un ancho de banda máximo de 8,64 GHz. También se agrega MIMO con un máximo de cuatro transmisiones. La velocidad de enlace por flujo es de 44 Gbit/s, con cuatro flujos esto llega a 176 Gbit/s. También se agrega modulación de orden superior, probablemente hasta 256 QAM.
Las aplicaciones podrían incluir el reemplazo de Ethernet y otros cables dentro de oficinas u hogares, y proporcionar conectividad de retorno en el exterior para los proveedores de servicios.

802.11ay no debe confundirse con el 802.11ax de nombre similar que se aprobó oficialmente en 2021. El estándar 802.11ay está diseñado para funcionar a frecuencias mucho más altas. La frecuencia más baja de 802.11ax le permite penetrar un poco las paredes, mientras que 802.11ay generalmente queda bloqueado por éstas.
| Canales 60 GHz WiGig | Canales 60 GHz WiGig | Canales 60 GHz WiGig | Canales 60 GHz WiGig | Canales 60 GHz WiGig | Canales 60 GHz WiGig | Canales 60 GHz WiGig | Canales 60 GHz WiGig | Canales 60 GHz WiGig | Canales 60 GHz WiGig | Canales 60 GHz WiGig | Canales 60 GHz WiGig | Canales 60 GHz WiGig | Canales 60 GHz WiGig | Canales 60 GHz WiGig | Canales 60 GHz WiGig | Canales 60 GHz WiGig | Canales 60 GHz WiGig |
| -------------------- | -------------------- | -------------------- | -------------------- | -------------------- | -------------------- | -------------------- | -------------------- | -------------------- | -------------------- | -------------------- | -------------------- | -------------------- | -------------------- | -------------------- | -------------------- | -------------------- | -------------------- |
| Channel 2.16 GHz     | Frecuencia (GHz)     | Frecuencia (GHz)     | Frecuencia (GHz)     | Channel 4.32 GHz     | Channel 4.32 GHz     | Channel 6.48 GHz     | Channel 6.48 GHz     | Channel 6.48 GHz     | Channel 8.64 GHz     | Channel 8.64 GHz     | Channel 8.64 GHz     | Channel 8.64 GHz     |                      | Channel 1.08 GHz     | Frecuencia (GHz)     | Frecuencia (GHz)     | Frecuencia (GHz)     |
| Channel 2.16 GHz     | Centro               | Min.                 | Max.                 | Channel 4.32 GHz     | Channel 4.32 GHz     | Channel 6.48 GHz     | Channel 6.48 GHz     | Channel 6.48 GHz     | Channel 8.64 GHz     | Channel 8.64 GHz     | Channel 8.64 GHz     | Channel 8.64 GHz     | Centro               | Channel 1.08 GHz     | Min.                 | Max.                 |                      |
| 1                    | 58.32                | 57.24                | 59.40                | 9                    | —                    | 17                   | —                    | —                    | 25                   | —                    | —                    | —                    | 33                   | 57.78                | 57.24                | 58.32                |                      |
| 2                    | 60.48                | 59.40                | 61.56                | 9                    | 10                   | 17                   | 18                   | —                    | 25                   | 26                   | —                    | 34                   | 58.86                | 58.32                | 59.40                |                      |                      |
| 3                    | 62.64                | 61.56                | 63.72                | 11                   | 10                   | 17                   | 18                   | 19                   | 25                   | 26                   | 27                   | 35                   | 59.94                | 59.40                | 60.48                |                      |                      |
| 4                    | 64.80                | 63.72                | 65.88                | 11                   | 12                   | 20                   | 18                   | 19                   | 25                   | 26                   | 27                   | 28                   | 36                   | 61.02                | 60.48                | 61.56                |                      |
| 5                    | 66.96                | 65.88                | 68.04                | 13                   | 12                   | 20                   | 21                   | 19                   | 29                   | 26                   | 27                   | 28                   | 37                   | 62.10                | 61.56                | 62.64                |                      |
| 6                    | 69.12                | 68.04                | 70.20                | 13                   | 14                   | 20                   | 21                   | 22                   | 29                   | —                    | 27                   | 28                   | 38                   | 63.18                | 62.64                | 63.72                |                      |
| 7                    | 71.28                | 70.20                | 72.36                | 15                   | 14                   | —                    | 21                   | 22                   | 29                   | —                    | —                    | 28                   | 39                   | 64.26                | 63.72                | 64.80                |                      |
| 8                    | 73.44                | 72.36                | 74.52                | 15                   | —                    | —                    | —                    | 22                   | 29                   | —                    | —                    | —                    | 40                   | 65.34                | 64.80                | 65.88                |                      |

## Versiones preeliminares
La versión preliminar 0.1 de 802.11ay se publicó en enero de 2017, seguida de la versión preliminar 0.2 en marzo de 2017. La versión preliminar 1.0 estuvo disponible en noviembre de 2017 y la versión preliminar 1.2 estuvo disponible en abril de 2018.
La versión preliminar 7.0 se publicó en diciembre de 2020 y la aprobación final del grupo de trabajo 802 se recibió en febrero de 2021.